# Svazek obcí Mariánská zahrada
Svazek obcí Mariánská zahrada je svazek obcí (dle § 49 zákona č.128/2000 Sb. o obcích) v okresu Jičín, jeho sídlem je Jičín a jeho cílem je celkový rozvoj mikroregionu a obnova krajiny. Sdružuje celkem 30 obcí a byl založen v roce 2004.

## Obce sdružené v mikroregionu

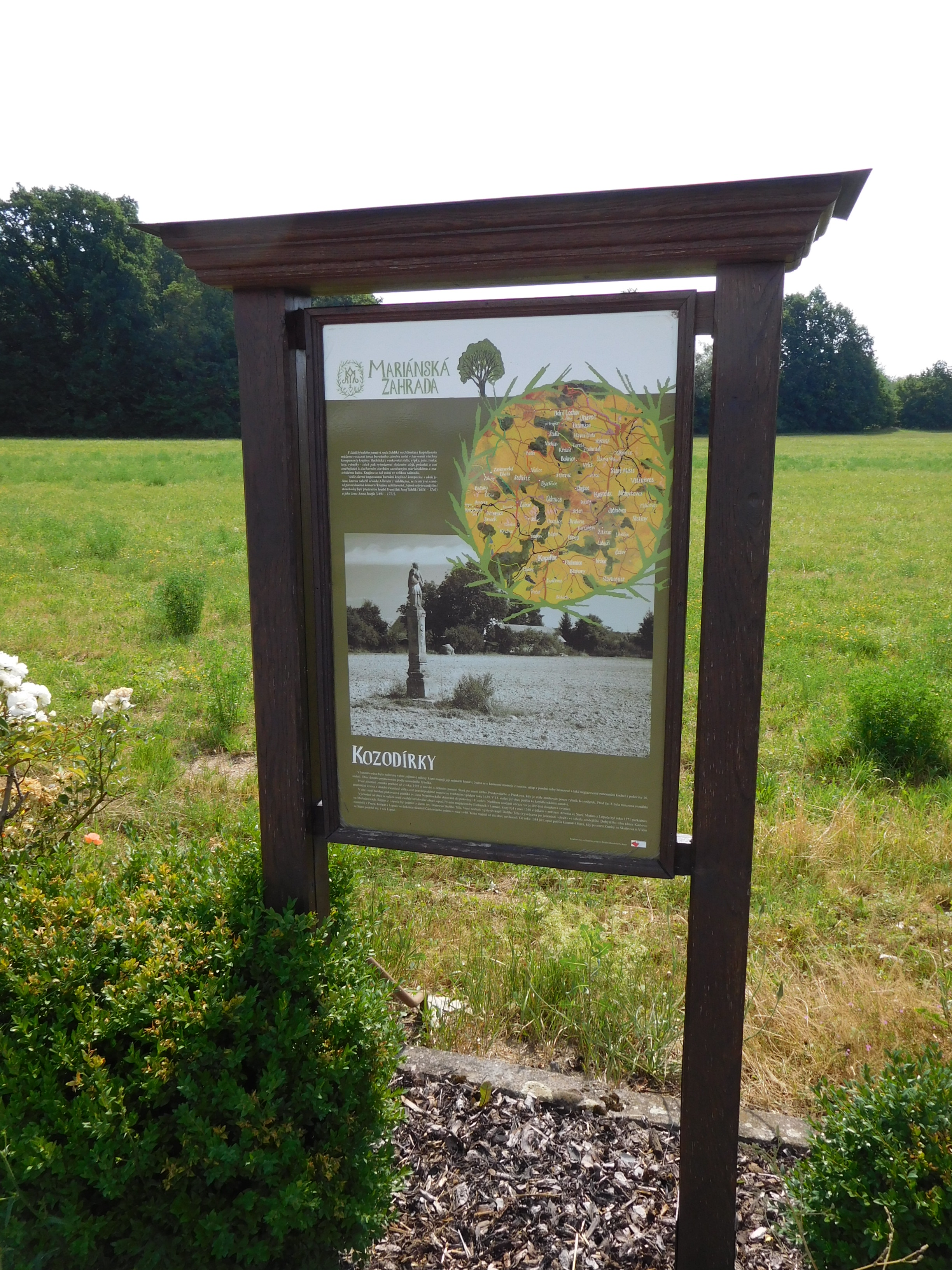
Infotabule Mariánské zahrady v Kozodírkách (Libáň)

- Bačalky
- Běchary
- Budčeves
- Bukvice
- Bystřice
- Češov
- Dětenice
- Dolní Lochov
- Cholenice
- Chyjice
- Jičíněves
- Kopidlno
- Kostelec
- Libáň
- Nemyčeves
- Ohaveč
- Ostružno
- Podhradí
- Rokytňany
- Sedliště
- Slatiny
- Slavhostice
- Staré Místo
- Střevač
- Údrnice
- Veliš
- Vitiněves
- Vršce
- Zelenecká Lhota
- Židovice